# Charlotta Roos
Charlotta Roos, född Wrangel 8 juni 1771 i Närtuna socken, Stockholms län, död 25 juli 1809 i Stockholm, var ett svenskt medium. 
Hon var dotter till den adlige löjtnanten Henrik Herman Wrangel och Fredrika Philp och gifte sig 1791 med den förmögna bryggaren och swedenborgaren Sven Roos (1746-1798), ägare av Dufnäs herrgård och kapten vid borgerskapets infanteri, och 1803 med sin kusin löjtnanten Wilhelm Philp (1777-1808). 
Roos hade under sin samtid ett visst rykte för att vara medial, något som under gustaviansk tid var på modet, och gjorde en del förutsägelser inom sällskapslivet. Enligt Elis Schröderheim förutspådde hon år 1791 Gustav III olyckor, något denne ska ha erinrat sig på sin dödsbädd året därpå. Hon försökte sig senare också på att bli yrkesverksam inom området. Carl Christoffer Gjörwell den äldre redogör i ett brev från 1797 till sin dotter Gustafva Lindahl hur Roos med sin första make öppnade en Bureau d'Esprit à sa maniére i Paris, där de påstod sig kunna framkalla andar. År 1797 hade de återvänt till Sverige eftersom andarna inte "vill göra lycka i det numera så köttsliga Frankrike". Då hennes son Jean Egalité strax därpå föddes, förekom det långa besvärliga diskussioner med pastor Hasselgren om hur dopformuläret skulle formuleras för att tillfredsställa både parets andliga övertygelse och kyrkans.